# Darío Facal
Darío Facal (Madrid, 1978) es un director de teatro, profesor de interpretación y dramaturgo español.
Director del Estudio Work in Progress y socio fundador de la compañía de teatro Metatarso. 

## Biografía
Estudió Dirección y Dramaturgia en la RESAD, Dirección Cinematográfica en New York University y Filología Hispánica en la Universidad Autónoma de Madrid, completando su formación artística en Francia y en Estados Unidos. Es entrenador de actores y profesor de interpretación en el Estudio Work in Progress. También ha sido profesor de Dirección, Escritura teatral y cinematográfica, Análisis de texto, Historia del teatro, Historia del cine y Estética Cinematográfica. Y ha desarrollado su labor docente en escuelas tan prestigiosas como el Estudio Work in Progress, la ESAD de Valladolid, el Istituto Europeo di Design (IED), la Universidad Complutense de Madrid (UCM), el Centro de Nuevos Creadores (CNC) y la Escuela Municipal de Cine de Alcorcón (ECA), de la cual fue Rector durante cuatro años.
Sus espectáculos se han representado en escenarios tan emblemáticos como la Volksbühne am Rosa-Luxemburg-Platz de Berlín, el teatro Al’Qaumi de El Cairo, Naves Matadero, Teatros del Canal o el Teatro Español, donde ha dirigido El Burlador de Sevilla. Ha escrito y dirigido más de treinta espectáculos representados en diferentes festivales de teatro contemporáneo, a nivel nacional e internacional. Los títulos más representativos de su producción como director y dramaturgo con Metatarso son: El Corazón de las Tinieblas, Amor de Don Perlimplín con Belisa en su jardín para el Festival de Otoño a Primavera, Sueño de una noche de verano, Las amistades peligrosas, La vida imaginaria de Bonnie & Clyde, Breve cronología del amor, Theatre no More, Madrid Laberinto XXI, La pesadilla de Kepler, Kellogg’s Politik o Morfología de la Soledad, entre otros. También ha dirigido textos de algunos de los autores esenciales de la dramaturgia contemporánea como Heiner Müller, Caryl Churchill, Pascal Rambert, Jean Genet o Jean Luc Lagarce. Ha estrenado varios espectáculos en Lima (Perú) y ha publicado tres libros de poesía y seis piezas teatrales. Sus textos han sido traducidos al inglés, al francés y al portugués.
Entre 2017 y 2021 dirigió el Corral de Comedias de Alcalá y entre 2019 y 2020 fue director artístico, junto con Ernesto Arias, del Festival de artes escénicas Clásicos en Alcalá.
Sus últimos estrenos como director han sido La Realidad (#meetyou Valladolid, 2021), un espectáculo hipertextual coescrito con Pedro Cantalejo sobre la ultracontemporaneidad y las teorías de la conspiración estrenado en el Teatro Calderón de Valladolid, una adaptación teatral de El Corazón de las Tinieblas para los Teatros del Canal (temporada 2017/2018) y una versión de Hamlet de William Shakespeare escrita por Pedro Cantalejo e interpretada por ocho mujeres. 

## Dirección teatral
- Elogio de la estupidez de Darío Facal. Estrenada en Naves del Español en Matadero Madrid (2022).
- La Realidad de Darío Facal y Pedro Cantalejo. Estrenada en el Festival #meetyou en el Teatro Calderón, Valladolid (2021).
- El corazón de las tinieblas de Joseph Conrad (adaptación Darío Facal). Estreno en los Teatros del Canal, Madrid (2018).
- Hamlet de William Shakespeare (adaptación Pedro Cantalejo). Estreno en el Corral de Comedias de Alcalá de Henares (2018).
- Punk & Love de Pedro Cantalejo. Estreno en Las Noches de la Suite en el NH Collection Eurobuilding, Madrid (2017).
- Luz de Gas de Patrick Hamilton. Estreno en el Teatro Británico, Lima, Perú (2017).
- La Duda de John Patrick Shanley. Estreno en el Teatro del Bosque, Móstoles (2017).
- Clausura del Amor de Pascal Rambert. Estreno en Alliance Française, Lima, Perú (2016).
- Amor de don Perlimplín con Belisa en su jardín de Federico García Lorca (adaptación Alberto Conejero). Estreno en el Festival de Otoño a Primavera en el Teatro de La Abadía, Madrid (2016).
- El Burlador de Sevilla, versión del texto atribuido a Tirso de Molina (adaptación Darío Facal), Madrid, Teatro Español, 2015. Estrenada en la sala principal del Teatro Español inaugurando la temporada 2015-16.
- Invernadero VVAA. Estreno en el Festival Frinje'15 en Matadero Madrid (2015).
- Sueño de una noche de verano de William Shakespeare. Estreno en el Festival Clásicos en Alcalá, Alcalá de Henares (2015).
- Porno Star VVAA. Estreno en los Teatros Luchana, Madrid (2015).
- A salvo: diálogos de refugiados de Carlos Molinero basándose en la historia de Emile Ch. Dushime). Estreno en La Casa Encendida, Madrid (2015).
- Lima Laberinto XXI de Darío Facal. Estreno en el Teatro Británico, Lima, Perú (2015).
- Las Amistades Peligrosas de Pierre Choderlos de Laclos. Estreno en el Festival Clásicos en Alcalá, Alcalá de Henares (2013).
- Inside VVAA. Estreno en el Hotel InterContinental, Madrid (2013).
- Bullying de Darío Facal. Estreno en el Festival Teatralia en el Teatro Paco Rabal, Madrid (2013).
- Œdipus Rex de Sófocles. Estreno en el Festival Frinje en el Teatro Conde Duque, Madrid (2012).
- El misterio Bufo de Vladímir Mayakovski. Estreno en La Casa Encendida, Madrid (2012).
- La petición de empleo de Michel Vinaver. Estreno en el Teatro Español, Madrid (2011).
- Las criadas de Jean Genet. Estreno en la Sala Mirador, Madrid (2011).
- La vida imaginaria de Bonnie & Clyde de Darío Facal. Estreno en Festival Escena Contemporánea en el Teatro Pradillo, Madrid (2011).
- Breve Cronología del Amor de Darío Facal. Estreno en la Sala Mirador, Madrid (2010).
- Theatre no More de Darío Facal. Estreno en La Casa Encendida, Madrid (2009).
- Imputado de Pier Paolo Pasolini. Estreno en el Festival Escena Contemporánea en el Teatro Pradillo, Madrid (2009).
- Madrid Laberinto XXI de Darío Facal. Estreno en la Sala Mirador, Madrid (2008).
- Historia de Amor (últimos capítulos) de Jean-Luc Lagarce. Estreno en La Casa Encendida, Madrid (2008).
- La pesadilla de Kepler de Darío Facal. Estreno en la Sala Mirador, Madrid (2007).
- Camino de Wolokolamsk I-V de Heiner Müller. Estreno en el Festival Escena Contemporánea en el Teatro Pradillo (2006).
- Atila Furioso de Cristóbal de Virués. Estreno en la Sala Mirador, Madrid (2006).
- Ice Cream de Caryl Churchill. Estreno en el Festival Escena Contemporánea en el Teatro Pradillo, Madrid (2005).
- Kellogg’s Politik de Darío Facal. Estreno en el Festival Escena Contemporánea en el Teatro Pradillo, Madrid (2004).
- Morfología de la soledad de Darío Facal. Estreno en el Teatro Pradillo, Madrid (2003).
- Estaba en casa y esperé que llegara la lluvia de Jean-Luc Lagarce. Estreno en el Salón Teatro, Santiago de Compostela (2002).
- La importancia de los actos cotidianos de Darío Facal. Estreno en el Recinto Ferial, Madrid (2001).

## Dramaturgia

### Obra publicada
- El corazón de las tinieblas Joseph Conrad (adaptación Darío Facal) (2018) en “Textos Teatrales (2001-2018)” Mueve tu lengua, 2019.
- Lógicas Oníricas (Teatro) (2015) dir. Javier L. Patiño, Jaime Chávarri y Vicente León. en “Textos Teatrales (2001-2018)” Mueve tu lengua, 2019.
- El Burlador de Sevilla, versión del texto atribuido a Tirso de Molina (adaptación Darío Facal) (2015) en “Textos Teatrales (2001-2018)” Mueve tu lengua, 2019.
- Sueño de una noche de verano, de Shakespeare (Traducción del Inglés) (2015), en “Textos Teatrales (2001-2018)” Mueve tu lengua, 2019.
- Las Amistades Peligrosas (Teatro) (2013) en “Textos Teatrales (2001-2018)” Mueve tu lengua, 2019.
- Bullying VVAA. (2013), en “Textos Teatrales (2001-2018)” Mueve tu lengua, 2019.
- La vida imaginaria de Bonnie & Clyde (Teatro) (2011) en “Textos Teatrales (2001-2018)” Mueve tu lengua, 2019.
- Breve Cronología del Amor (Teatro) (2010) en “Textos Teatrales (2001-2018)” Mueve tu lengua, 2019.
- Theatre no More (Teatro) (2009) en “Textos Teatrales (2001-2018)” Mueve tu lengua, 2019.
- Madrid Laberinto XXI, (2008) en “Textos Teatrales (2001-2018)” Mueve tu lengua, 2019 y en "Obras Incompletas (2003-2008)", Ciudad Real, Ñaque, 2009.
- Kellogg’s Politik, (2004) en “Textos Teatrales (2001-2018)” Mueve tu lengua, 2019 y en "Obras Incompletas (2003-2008)", Ciudad Real, Ñaque, 2009
- Morfología de la Soledad, (2003) en “Textos Teatrales (2001-2018)” Mueve tu lengua, 2019 y en "Obras Incompletas (2003-2008)", Ciudad Real, Ñaque, 2009
- La pesadilla de Kepler, (2007) en “Textos Teatrales (2001-2018)” Mueve tu lengua, 2019 y en “Obras incompletas (2003-2008)” Ciudad Real, Ñaque, 2008
- Anticuerpo en Cuerpo Ocupado, (2005) en “Textos Teatrales (2001-2018)” Mueve tu lengua, 2019.
- Castelvines y Monteses de Lope de Vega, en “Textos Teatrales (2001-2018)” Mueve tu lengua, 2019 y en Fundamentos, 2005 y Estrenada en el Festival Internacional de Teatro Clásico de Almagro (2004), dir. Aitana Galán.
- Variaciones sobre un cielo nublado en “Textos Teatrales (2001-2018)” Mueve tu lengua, 2019 y en Fundamentos, 2003
- Amniótica Fundamentos, 2001.
- Fotografías dobladas, Madrid, Calambur, 2001. (Poesía)
- Sueños, gritos y después resaca, Madrid, Huerga y Fierro, 1997. (Poesía)
- Cuando el verso inunda la palabra, Madrid, Huerga y Fierro, 1996. (Poesía)

### Obra inédita
- Luz de Gas de Patrick Hamilton (Traducción del inglés y adaptación). Teatro Británico (Lima, 2017)
- Instrucciones para crear una filosofía sumergida (Poesía) (2008)
- Historia de amor (últimos capítulos), de Jean-Luc Lagarce (Traducción del Francés) (2002); estrenada en Madrid en la Sala Mirador (2008), dir. Darío Facal.
- Sodom (Opera, libreto original) con música de Eduardo Costa, estreno en Burgos: Teatro Principal (Festival Escena Abierta) (2006), dir. Ana Sánchez.
- Estaba en casa y esperé que llegara la lluvia, de Jean-Luc Lagarce (Traducción del Francés) (2001); estrenada en Santiago de Compostela: Salón Teatro (2002), dir. Darío Facal.
- Historia del ojo (Teatro, dramaturgia original a partir de la novela Histoire de l’œil de Georges Bataille) (2001); estrenada en Madrid: Sala Valle-Inclán (2002), dir. Alberto Maravilla.
- Coitus (Teatro) (2001)
- El trastero (Teatro) (2000)

### Traducciones y adaptaciones
- El corazón de las tinieblas Joseph Conrad (adaptación Darío Facal). Estreno en los Teatros del Canal, Madrid (2018).
- Luz de Gas de Patrick Hamilton. Teatro Británico ( Lima, 2017)
- La Duda de John Patrick Shanley, Teatro del Bosque (Móstoles, 2017)
- Sueño de una noche de verano, de Shakespeare (Traducción del Inglés) (2015); estrenada en Clásicos en Alcalá.
- Ice Cream de Caryl Churchill, estrenado en el festival Escena Contemporánea de Madrid (Teatro Pradillo, 2005).
- Historia de amor (últimos capítulos), de Jean-Luc Lagarce (Traducción del Francés) (2002); estrenada en Madrid en la Sala Mirador (2008), dir. Darío Facal.
- Estaba en casa y esperé que llegara la lluvia, de Jean-Luc Lagarce (Traducción del Francés) (2001); estrenada en Santiago de Compostela: Salón Teatro (2002), dir. Darío Facal.

- Datos: Q17628590